# Xyloperthodes calvula
Xyloperthodes calvula är en skalbaggsart som beskrevs av Pierre Lesne 1906. Xyloperthodes calvula ingår i släktet Xyloperthodes och familjen kapuschongbaggar. Inga underarter finns listade i Catalogue of Life.